# 속귀
속귀(영어: inner ear, internal ear, auris interna) 또는 내이는 척추동물에서 청각과 평형 감각을 담당하는 감각기관이다. 포유류의 속귀는 바깥귀, 가운데귀와 더불어 귀를 이루며, 달팽이관과 안뜰기관으로 구성된다. 달팽이관 안에 있는 코르티 기관은 물리적 진동인 소리를 전기 신호로 바꾸어 속귀신경을 통해 대뇌로 전달한다. 안뜰기관은 중력의 방향 및 선형 가속도를 감지하는 둥근주머니와 타원주머니, 그리고 회전을 감지하는 반고리관으로 구성된다.

## 구조

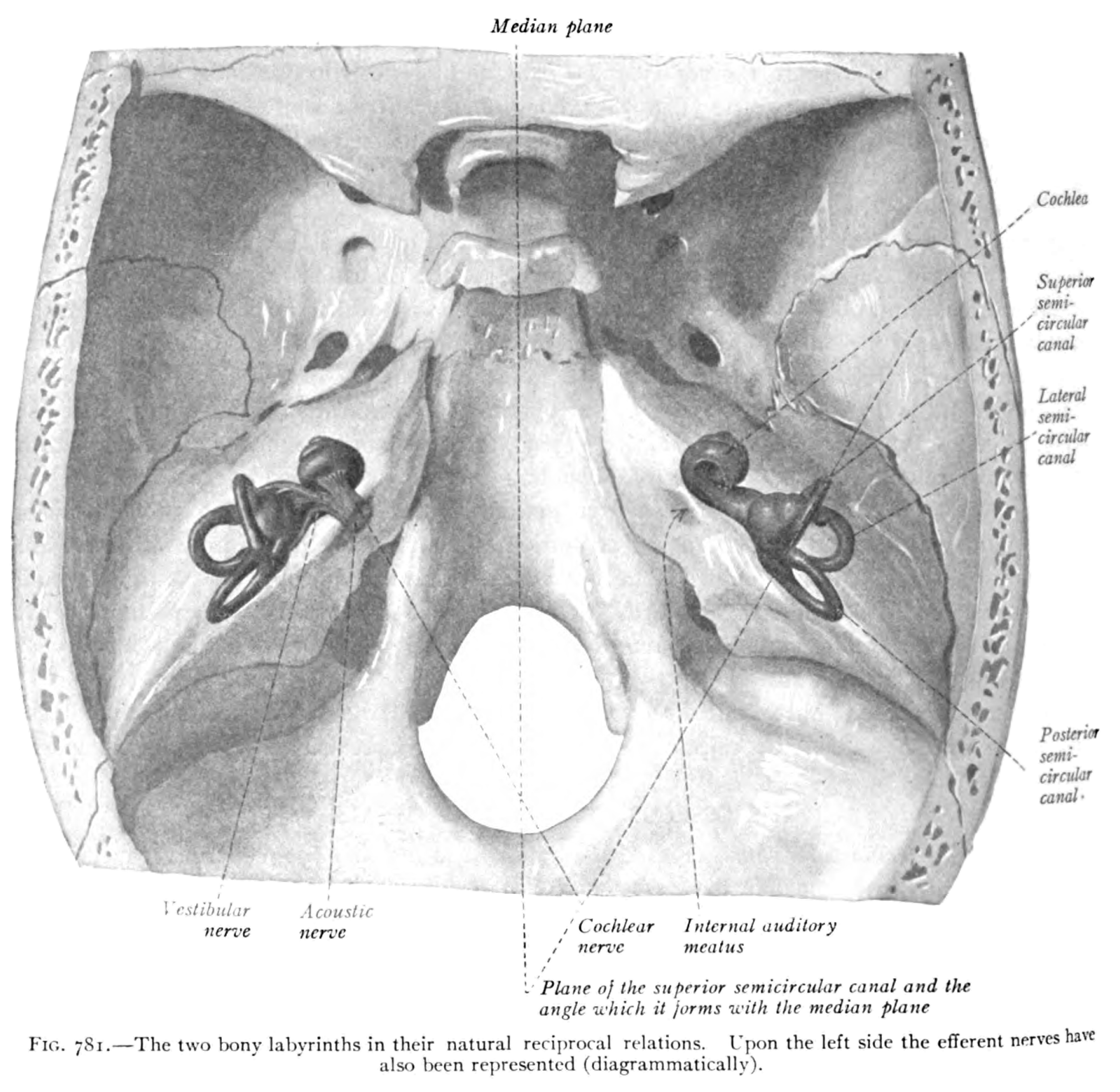
사람 머리뼈바닥 모식도. 관자뼈 바위부분에 들어 있는 뼈미로를 강조하였다.

사람 속귀의 구조. 관자뼈는 노란색, 신경은 녹색, 뼈미로와 막미로 사이의 바깥림프공간(1)은 보라색, 막미로 안의 속림프공간(2)은 연보라색으로 나타내었다. 바깥림프에서 소리가 전달되는 방향은 붉은 화살표로 나타내었다.
3: 반고리(뼈)관 (4: 뒤, 5: 가쪽, 6: 앞, 7: 팽대).
8: 안뜰 (9: 귀돌기관 (10: 타원주머니, 11: 둥근주머니, 12: 평형반), 13: 안뜰수도관 및 속림프관, 14: 타원창, 15: 둥근창, 16: 달팽이수도관).
17: 달팽이 (18: 고실계단, 19: 안뜰계단, 20: 중간계단 즉 달팽이관, 21: 코르티 기관).
22: 가운데귀 (23: 등자뼈, 24: 고실).

사람의 속귀는 머리뼈 속에 난 뼈미로라는 공간 안에 막미로라는 주머니가 들어 있는 모양새로 되어 있다. 뼈미로는 관자뼈 바위부분(petrous part)에 있는 복잡한 모양의 공간이다. 뼈미로를 에워싸는 뼈를 귀연골주머니(영어: otic capsule) 또는 이낭이라고 부르는데, 몹시 치밀하여 주위 관자뼈 조직과 구분되므로 치과용 드릴로 분리한 다음 속을 채워 주물을 만듦으로써 뼈미로의 형태를 관찰할 수 있다. 한편 뼈미로 안에 들어 있는 막미로는 상피 조직으로 이루어진 주머니로, 특수한 감각 세포가 모여 있는 부분이 여섯 곳 있어 소리와 평형을 감지하는 안뜰달팽이기관(영어: vestibulocochlear organ)을 이룬다.
뼈미로와 막미로의 형태는 대체로 서로 닮았다. 따라서 뼈미로와 막미로를 다음처럼 크게 셋으로 구분할 수 있다.
- 뼈미로의 달팽이는 달팽이축이라는 심지 주위로 달팽이나선관(영어: spiral canal of cochlea)이라는 공간이 나선형으로 꼬여 있는 형태로 되어 있다. 달팽이나선관 안에는 막미로의 달팽이미로(영어: cochlear labyrinth), 즉 달팽이관이 들어 있다.
- 뼈미로의 반고리뼈관(영어: semicircular canal)은 둥글게 말린 굴처럼 생긴 공간으로, 앞·뒤·가쪽 세 가지가 있어 모두 서로 직각을 이룬다. 각 반고리뼈관 안에는 막미로의 반고리관(영어: semicircular duct)이 있다. 따라서 반고리관 역시 앞·뒤·가쪽 세 종류가 있다.
- 뼈미로의 안뜰은 달팽이와 반고리뼈관을 잇는 둥그런 공간으로, 막미로의 안뜰미로(영어: vestibular labyrinth)를 둘러싼다. 안뜰미로는 둥근주머니와 타원주머니라는 두 주머니가 주머니이음관(영어: utriculosaccular duct)을 통해 서로 이어진 꼴로 되어 있다.

달팽이관에는 소리를 감지하는 코르티 기관이 있어 청각 기관에 해당한다. 반면 둥근주머니·타원주머니와 세 종류의 반고리관은 모두 평형 감각에 관여하므로 이들을 아울러 안뜰기관(영어: vestibular organ, vestibular apparatus)이라고 하며, 안뜰미로라는 이름을 반고리관까지 포함하는 넓은 뜻으로 쓰는 경우도 많다.
막미로 안의 공간은 속림프(영어: endolymph)라는 액체로 차 있으므로 속림프공간(영어: endolymphatic space)이라고 부르고, 뼈미로와 막미로 사이 공간은 바깥림프(영어: perilymph)라는 액체로 차 있으므로 바깥림프공간(영어: perilymphatic space)이라고 부른다. 뼈미로 부피의 대부분을 차지하는 것은 바깥림프공간으로, 속림프공간의 비중은 약 3%에 지나지 않는 것으로 측정된다. 막미로는 바깥림프공간 안을 둥둥 떠 다니는 것이 아니라 각종 섬유와 인대로 단단히 고정되어 있다.
막미로에는 구멍이 없고, 반고리관이 타원주머니와 이어지고 달팽이관이 결합관(영어: ductus reuniens)을 통해 둥근주머니와 이어지므로, 속림프공간은 완전히 닫힌 하나의 공간이다. 반면 달팽이에는 목정맥구멍 근처의 거미막밑공간으로 통하는 달팽이수도관(영어: cochlear aqueduct)이 있고 안뜰에는 뒤머리뼈우묵의 속귀길로 통하는 안뜰수도관(영어: vestibular aqueduct)이 있으므로, 바깥림프공간은 거미막밑공간과 이어지는 열린 공간이다. 주머니이음관에서 속림프관(영어: endolymphatic duct)이 뻗어 나와 안뜰수도관을 따라 달리기는 하지만, 뒤머리뼈우묵에서 속림프주머니(영어: endolymphatic sac)로 이어질 뿐이므로 속림프공간이 주변으로 열리는 것은 아니다.

## 기능

### 달팽이내전위
속림프는 세포외액이면서도 칼륨 이온이 많고 나트륨 이온이 적어 조성이 세포기질과 비슷하다는 점에서 독특하다. 반면 바깥림프는 통상적인 세포외액처럼 나트륨 이온이 많고 칼륨 이온이 적은데, 특히 바깥림프공간이 거미막밑공간과 이어지기 때문에 뇌척수액과 조성이 매우 비슷하다. 칼륨 이온의 농도 차이로 말미암아 속림프의 전위는 바깥림프에 비해 약 +80 ㎷ 높은데, 이 전위차를 가리켜 달팽이내전위(영어: endocochlear potential)라고 부른다.

## 주해
1. ↑   바깥림프가 뇌척수액에서 직접 기원하는 것인지는 확실히 알려지지 않았다.[6]

## 같이 보기
- 청각
- 바깥귀
- 가운데귀
- 달팽이 (해부학)
- 달팽이관
- 코르티 기관 (나선기관)
- 반고리관

## 참고문헌
- Moore, Keith L., et al. (2010). 《Clinically oriented anatomy》 6판. Philadelphia: Wolters Kluwer/Lippincott Williams & Wilkins Health. ISBN 978-0-7817-7525-0.
- Ross, Michael H. (2011). 《Histology: a text and atlas : with correlated cell and molecular biology》 6판. Philadelphia: Wolters Kluwer/Lippincott Williams & Wilkins Health. ISBN 978-0-7817-7200-6.
- Hall, John E., Hall, Michael E., & Guyton, Arthur C. (2021). 《Guyton and Hall Textbook of Medical Physiology》 14판. Philadelphia: Elsevier. ISBN 978-0-323-59712-8.